# Walckenaeria pellax
Walckenaeria pellax este o specie de păianjeni din genul Walckenaeria, familia Linyphiidae, descrisă de Millidge, 1983. Conform Catalogue of Life specia Walckenaeria pellax nu are subspecii cunoscute.